# 공항버스

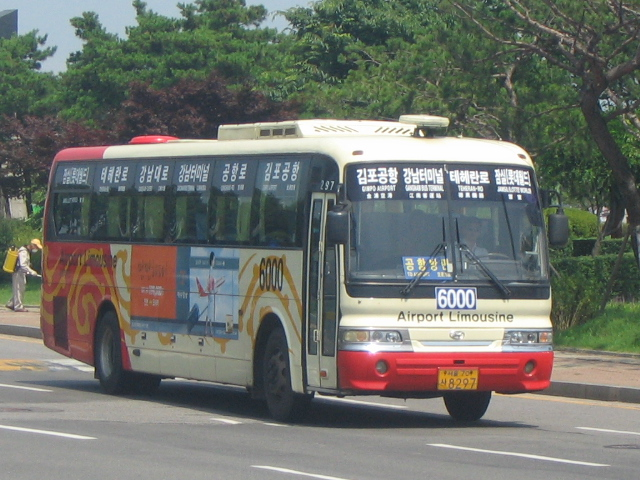
서울특별시 공항리무진 6000번

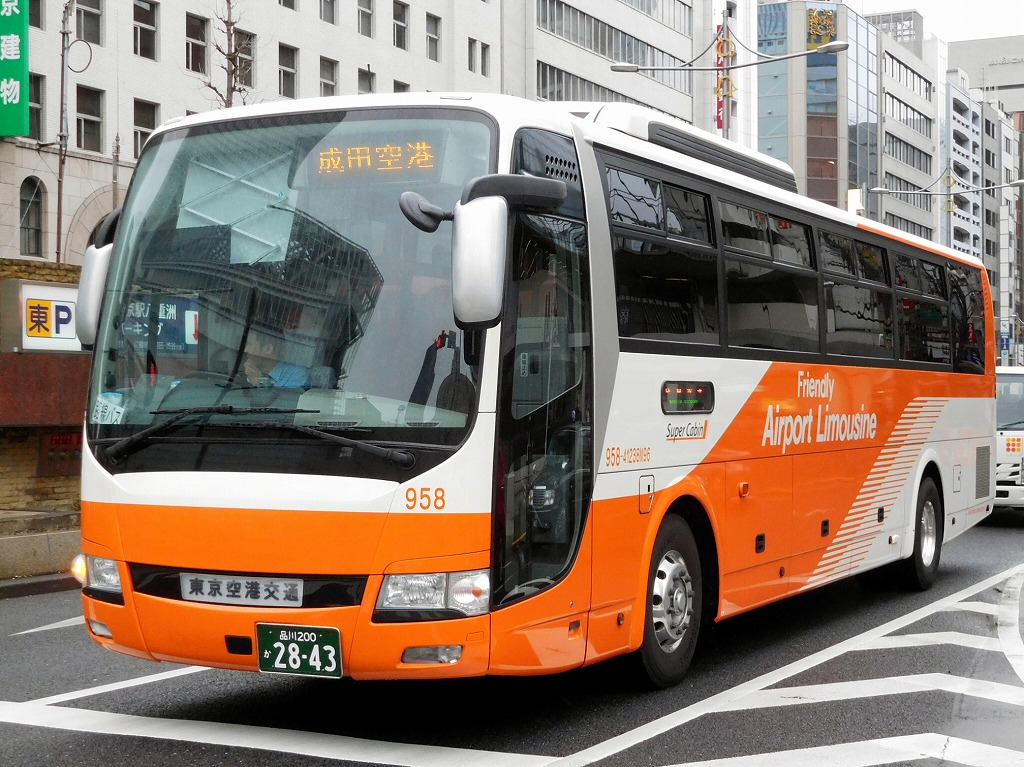
도쿄 국제공항을 오가는 일본의 공항버스

공항버스(Airport bus)는 공항을 기점으로 하여 해당 목적지까지 빠르게 연결하는 버스다.

## 운행 방식

### 도시와 수반 공항을 연결하는 경우
이 경우는 특정 도시와 도시를 수반하는 공항간에 공항버스 인가를 받아 운영되는 경우다. 하지만 단순히 공항을 경유한다고 하여 이를 공항버스로 부르지는 않고 주로 공항이 기점과 종점인 경우만을 향하는 경우를 한정한다.
- 서울특별시에는 6000번대를 공항버스에 할당하고 있으며, 종점은 김포국제공항과 인천국제공항이 있다. (노선 목록: 공항버스)

- 부산광역시에는 충무동과 해운대에서 김해국제공항을 연결하는 김해공항리무진이 있다.

- 광주광역시에는 광주공항을 목적지로 하는 1000번 공항버스가 운영되고 있다. 2019년 기준으로 운휴중이다.[1]

- 인천광역시 차적으로 개설된 인천국제공항 방면의 노선은 광역버스와 동일한 등급의 시내버스다.

### 타지역 도시와 대형 공항을 연결하는 경우
대한민국의 경우 타지역 거주민의 편의를 위해 전국의 주요 도시, 김포국제공항, 인천국제공항 등을 직통으로 연결하는 노선이 존재하며, 이 경우는 시외버스 인가를 받아 운영한다.

### 일본의 공항버스
일본에는 하네다 공항과 나리타 국제공항을 잇는 리무진 버스를 필두로 일본의 각 공항과 도심지를 연결시켜 놓는 공항버스가 많으며, 일부는 JR 같은 곳에서 운영되는 경우도 있으며, 운영 체계는 한국의 공항버스와 비슷한 체계를 가지고 있다.

## 사진

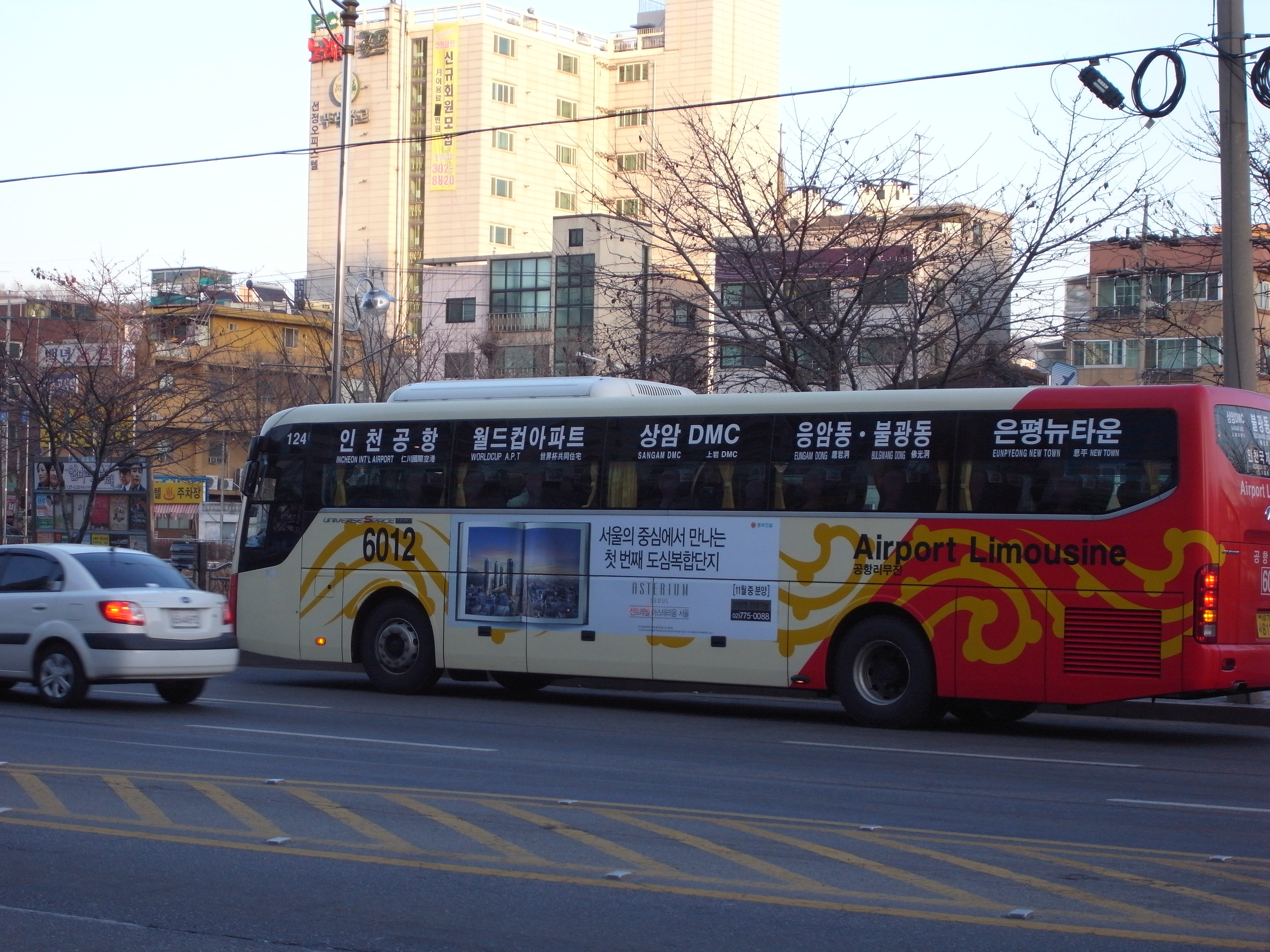
서울 공항리무진 6012번
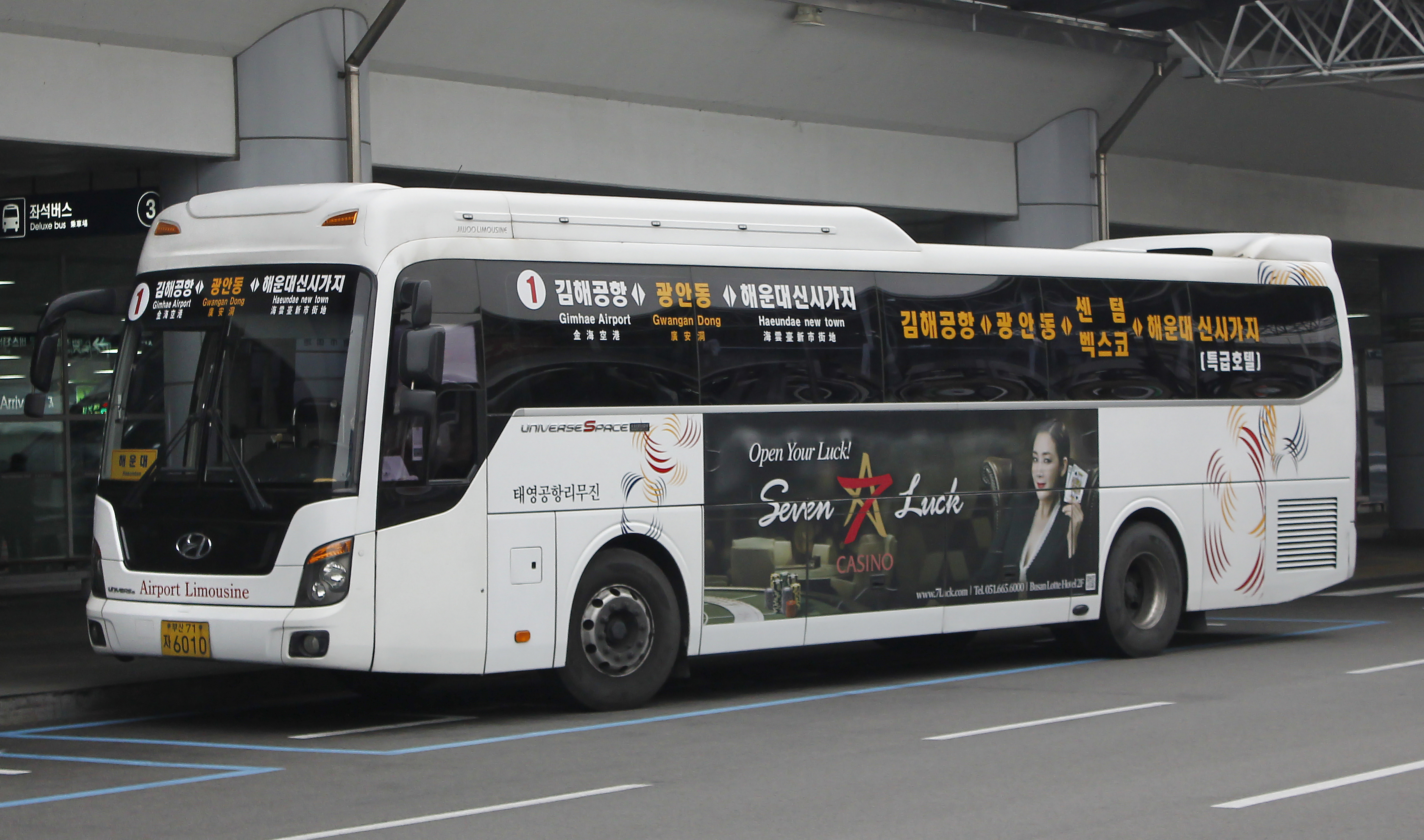
부산 태영공항리무진 1번
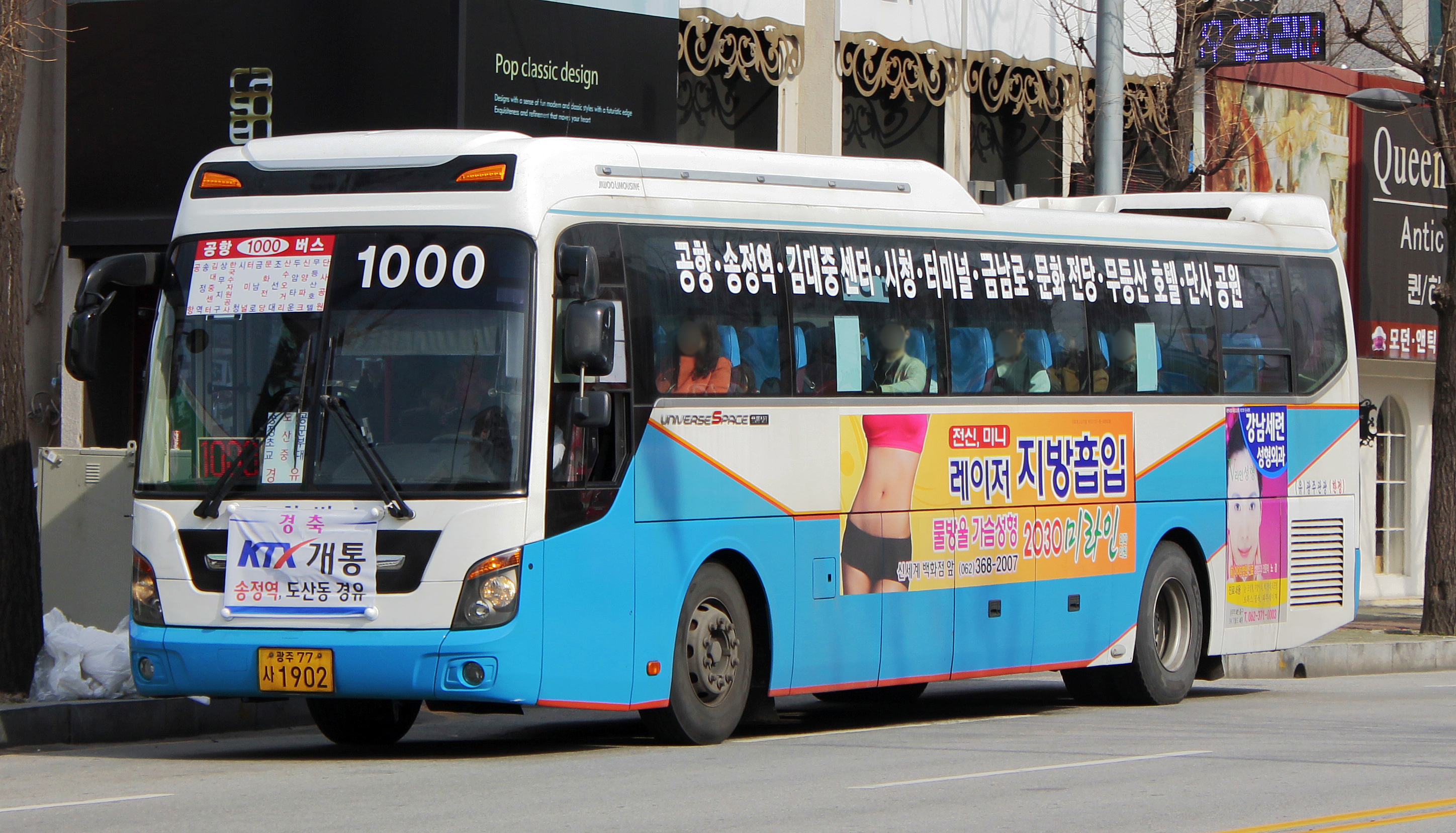
광주 버스 1000번
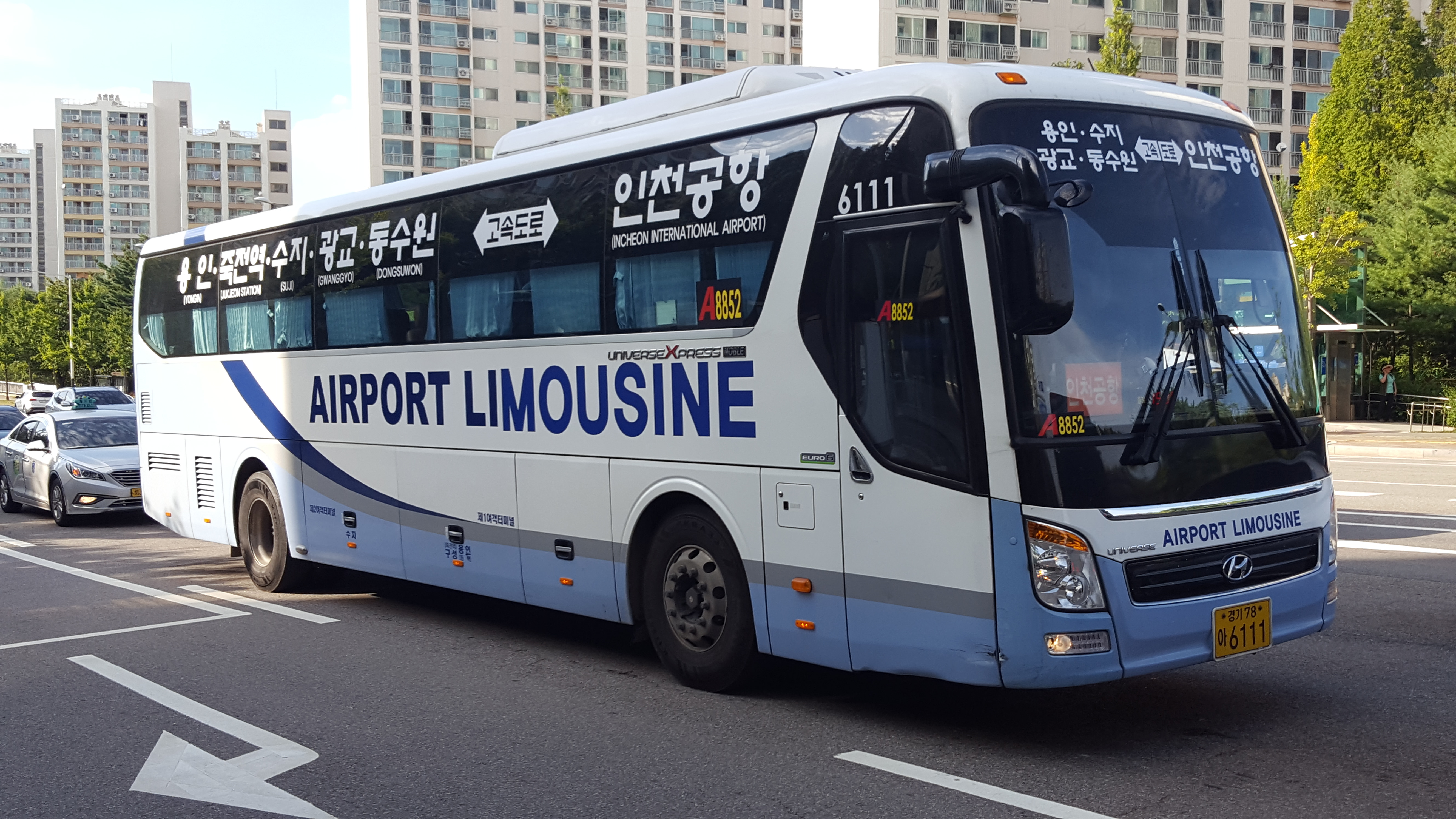
용인 공항버스 8852번
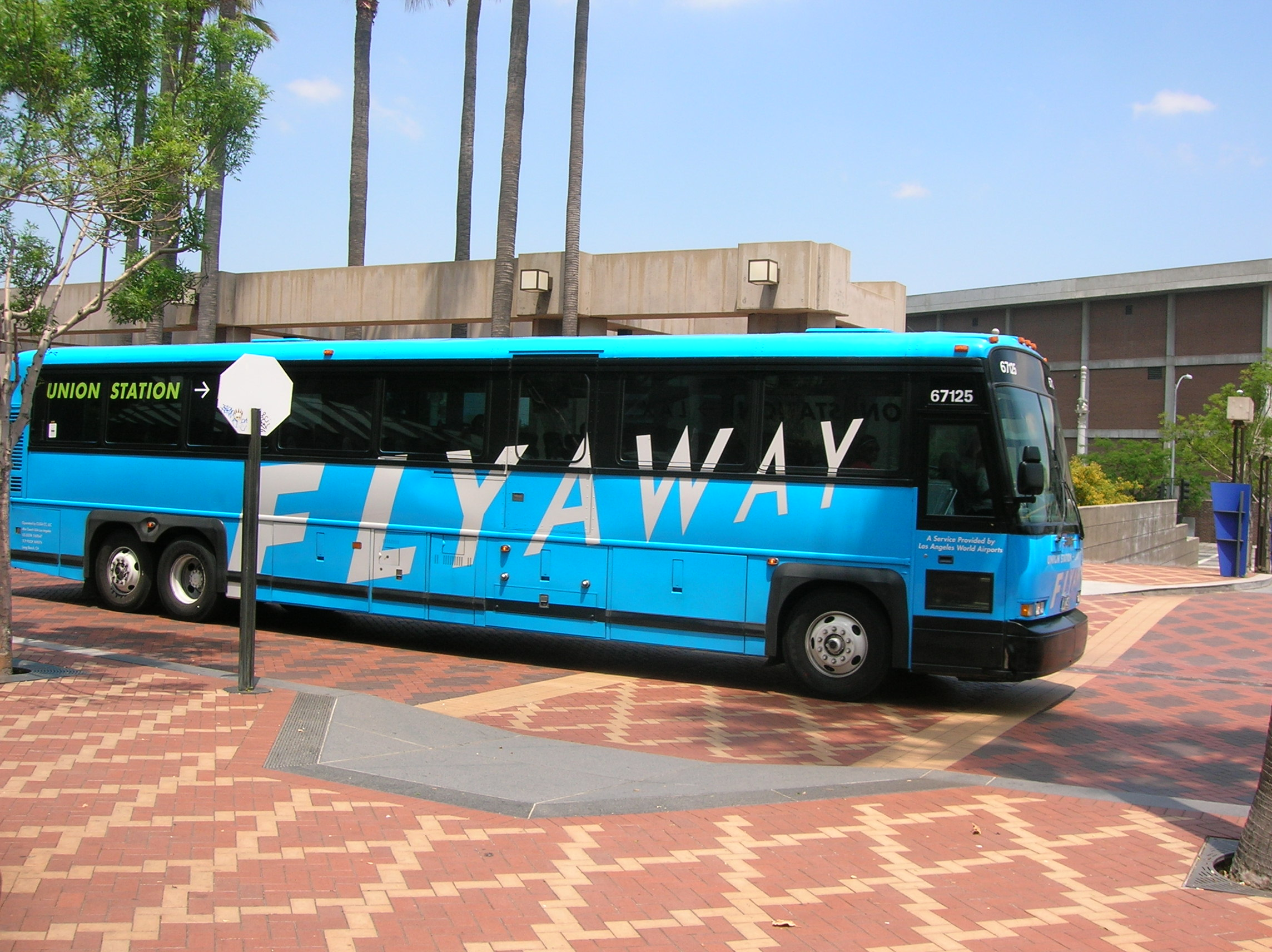
로스앤젤레스의 공항버스
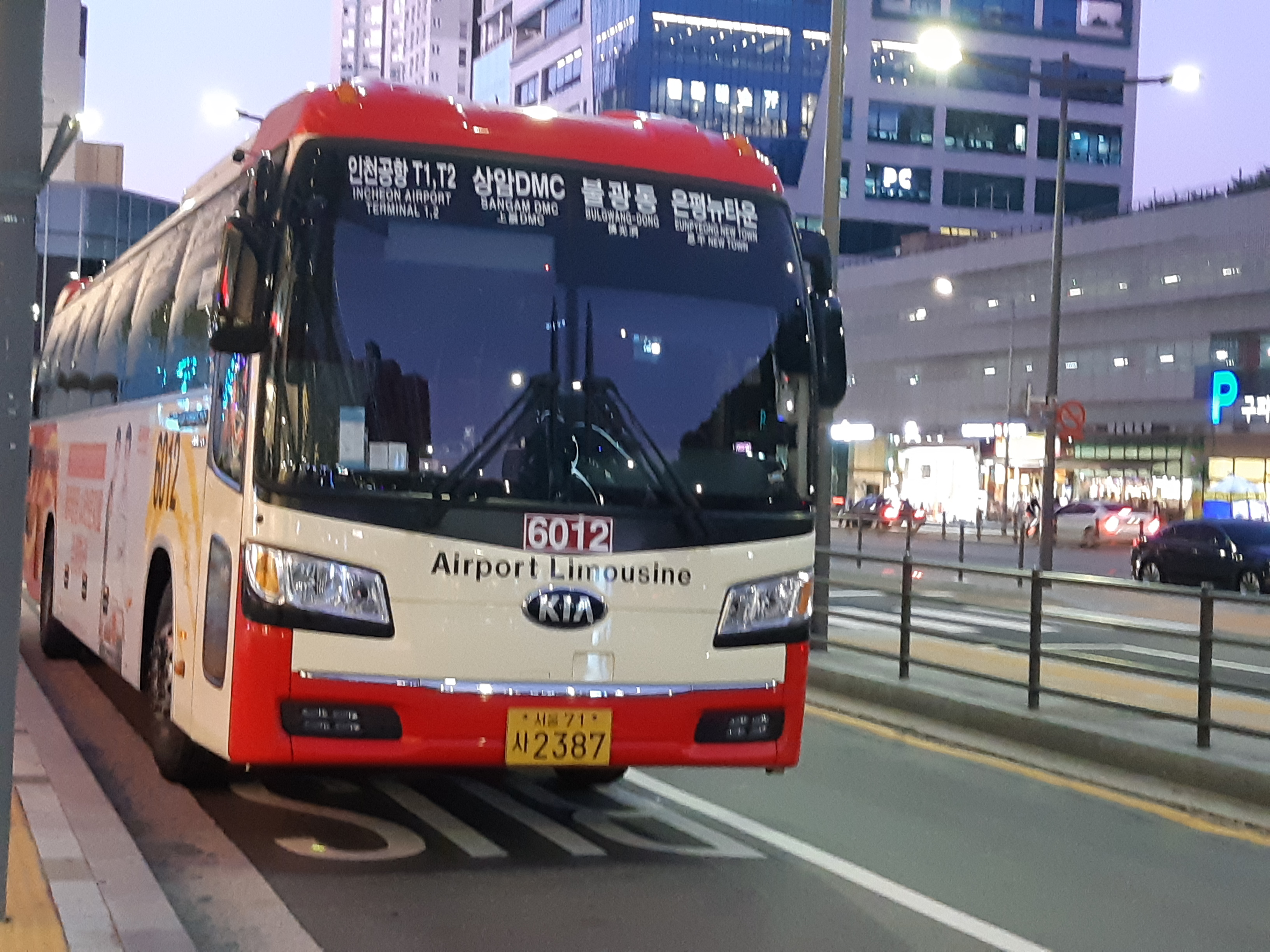
서울 공항리무진 6012번(2)
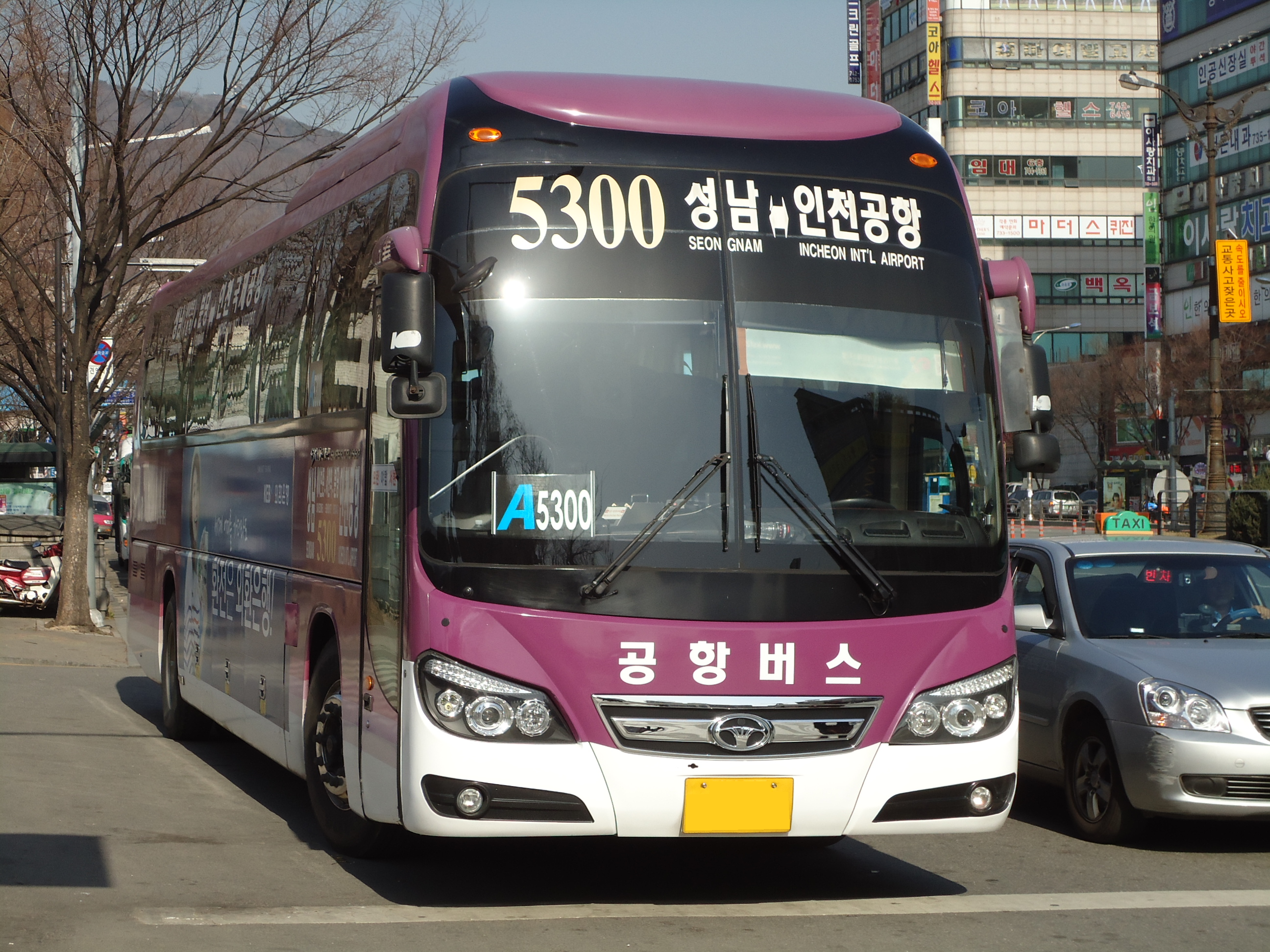
경기고속 소속 5300번
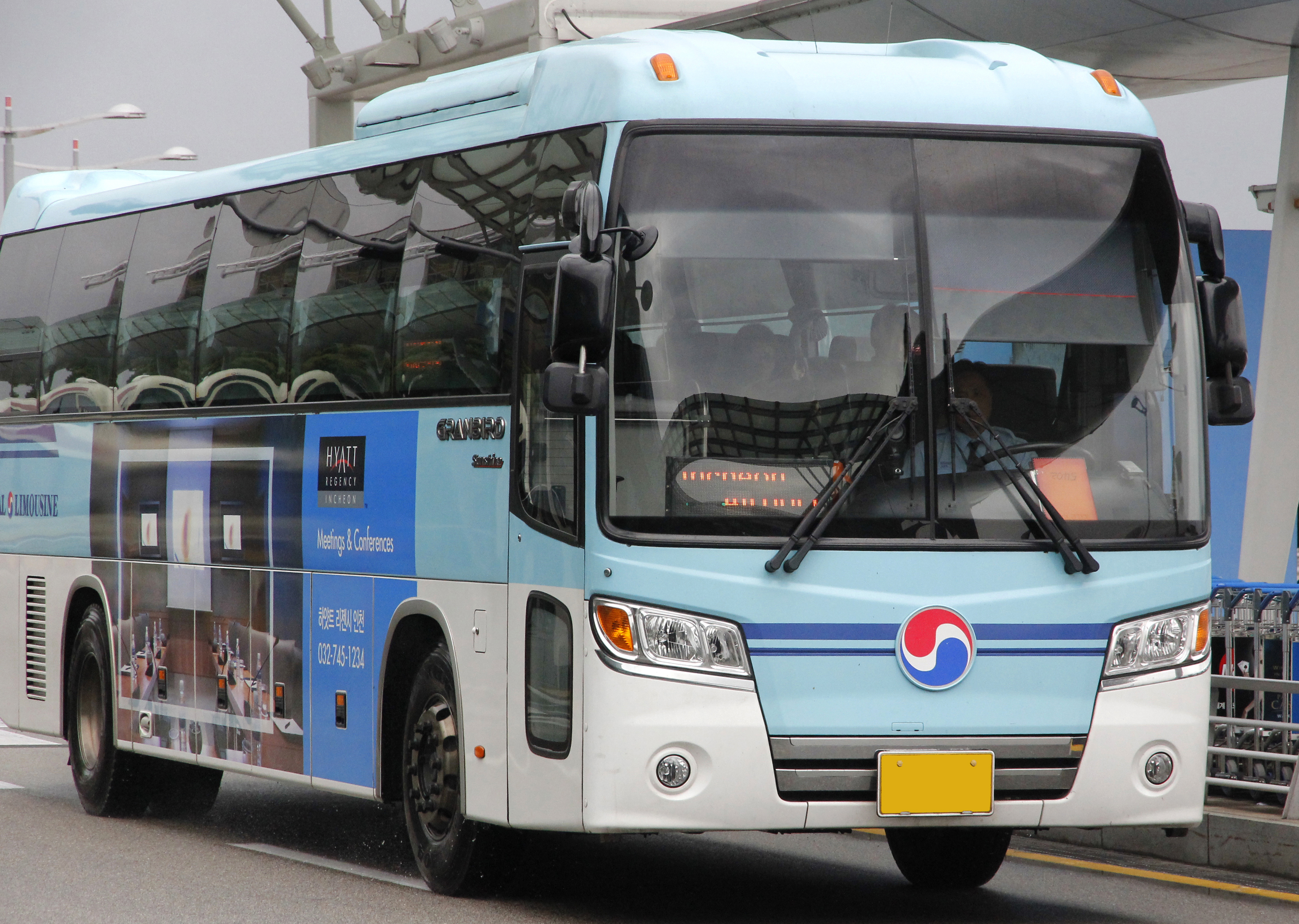
KAL 리무진 소속 공항버스
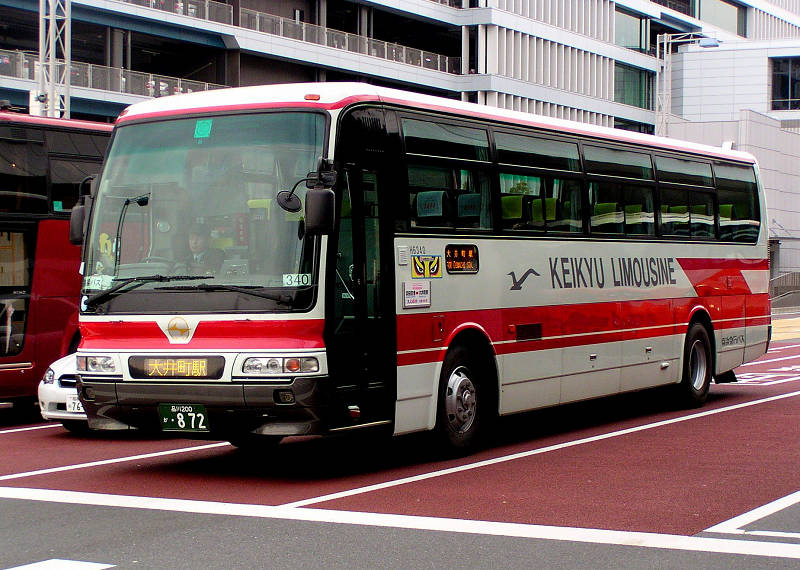
일본의 공항버스
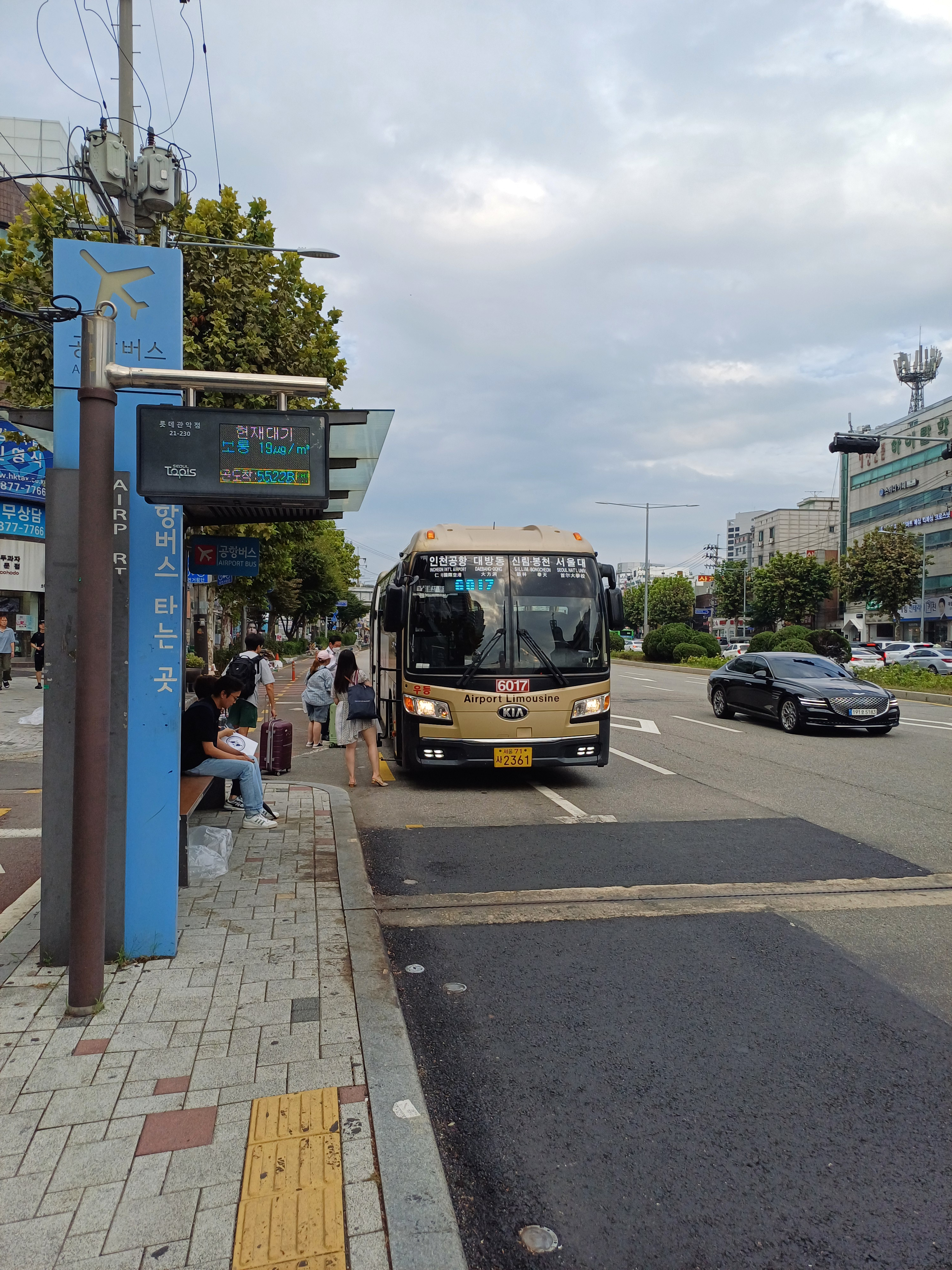
서울 공항리무진 6017번
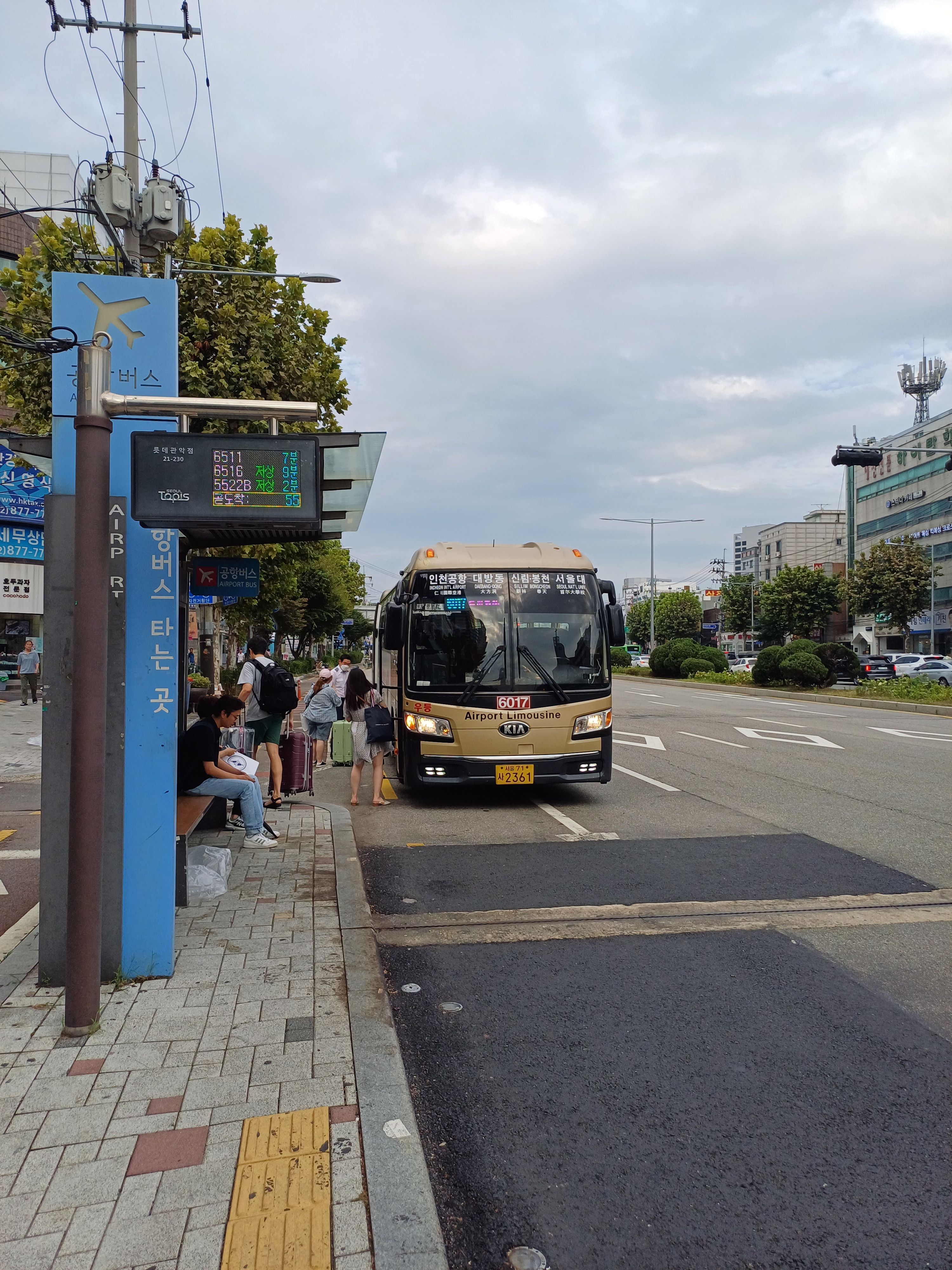
서울 공항리무진 6017번(2)

## 같이 보기
- 리무진
- 신교통 시스템
- 셔틀버스